# Juan de la Cruz Salvo
Juan José de la Cruz Salvo y Poblete (n. Santiago de Chile, Chile; c.1842 - f. c.1917) fue un militar chileno que actuó en la Guerra del Pacífico con el grado de sargento mayor.
Es conocido por haber sido el parlamentario enviado ante el jefe peruano de la plaza de Arica, Coronel Francisco Bolognesi, para exigirle su rendición. Bolognesi le respondió con su famosa frase de pelear «hasta quemar el último cartucho», decisión que secundaron los demás jefes peruanos.

## El encuentro con Bolognesi
En la mañana del 5 de junio de 1880, el mayor Juan José de la Cruz Salvo se aproximó a las defensas de Arica, enarbolando la bandera blanca de tregua. Un oficial del batallón Iquique le ordenó detenerse. Luego de una corta conversación, Salvo fue conducido vendado por el Teniente Coronel Ramón Zavala y dos soldados, hasta la casa donde habitaba el Coronel Bolognesi, al pie del Morro y dando vista a la calle principal del puerto, hoy propiedad del Estado Peruano y conocida como la Casa de la Respuesta. Ya dentro de la sala, Zavala le quitó la venda a Salvo, encontrándose ante la presencia del Coronel Bolognesi.

## La respuesta de Bolognesi y de los demás jefes de Arica
La conversación entre el Coronel Bolognesi y el Sargento Mayor Salvo fue breve. El historiador chileno Benjamín Vicuña Mackenna es quien nos ha transmitido la versión más completa de esta célebre reunión, lo cual se explica por haberla tomado a los pocos días de la batalla de Arica, de la boca del propio Salvo, quien regresaba a Chile conduciendo a un grupo de prisioneros. Según dicho historiador, este fue el diálogo que se trabó:

— Lo oigo a Ud., señor, dijo Bolognesi, con voz completamente tranquila.

—Señor, contestó Salvo. El general en jefe del ejército de Chile, deseoso de evitar un derramamiento inútil de sangre, después de haber vencido en Tacna al grueso del ejército aliado, me envía a pedir la rendición de esta plaza, cuyos recursos en hombres, víveres y municiones conocemos.
— Tengo deberes sagrados, repuso el gobernador de la plaza, y los cumpliré quemando el último cartucho.
— Entonces está cumplida mi misión, dijo el parlamentario, levantándose.
— Lo que he dicho a Ud., repuso con calma el anciano, es mi opinión personal; pero debo consultar a los jefes; y a las 2 de la tarde mandaré mi respuesta al cuartel general chileno.
— No, señor comandante general. Esa demora está prevista (no lo estaba), porque en la situación en que respectivamente nos hallamos, una hora puede decidir de la suerte de la plaza. Me retiro.

— Dígnese Ud. aguardar un instante, replicó el gobernador de la plaza. Voy a hacer la consulta aquí mismo, en presencia de Ud.

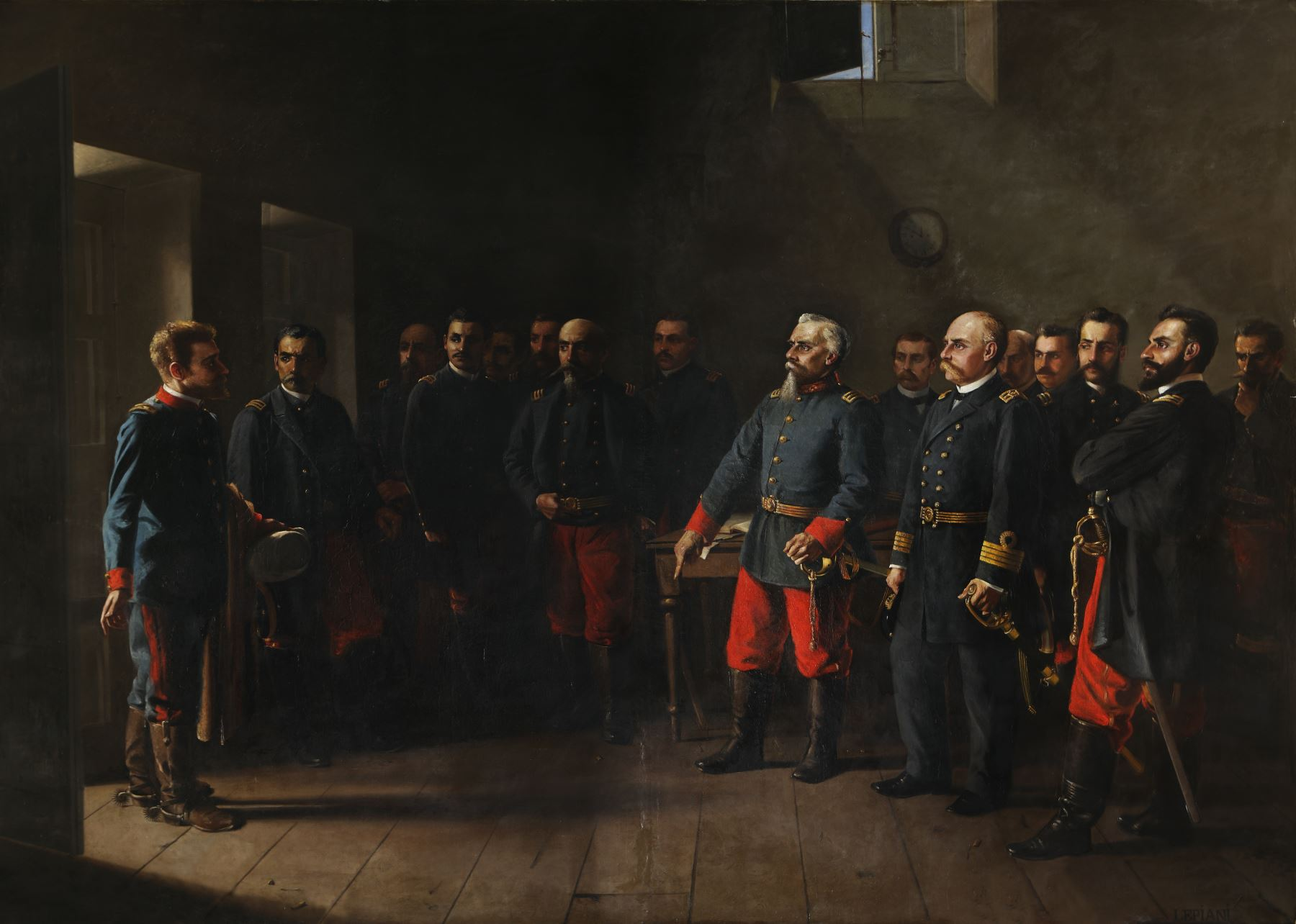
Cuadro de Juan Lepiani titulado La respuesta (1894), que representa al coronel Bolognesi, junto a su estado mayor, respondiendo negativamente a la oferta de rendición del parlamentario chileno Juan de la Cruz Salvo.

Agitando una campanilla, Bolognesi llamó a un ayudante al que ordenó llamar inmediatamente a consejo a todos los jefes. Poco a poco fueron llegando estos, hasta completar todo el cuadro de mando: el Capitán de Navío Juan Guillermo More; los Coroneles José Joaquín Inclán, Justo Arias y Aragüez, Marcelino Varela, Alfonso Ugarte, Mariano E. Bustamante; los Tenientes Coroneles Manuel J. La Torre, Ramón Zavala, Benigno Cornejo, Francisco Chocano, Juan Pablo Ayllón y Roque Sáenz Peña; y el Capitán de Fragata José Sánchez Lagomarsino (comandante del monitor Manco Cápac). Esta lista lo ha establecido el historiador Gerardo Vargas; otra versión incluye a los Tenientes Coroneles Ricardo O'Donovan y Francisco Cornejo. Todos estos jefes secundaron a Bolognesi en su decisión de pelear hasta quemar el último cartucho. Salvo dio entonces cumplida su misión y regresó a su batería.
La respuesta de Bolognesi y sus jefes no fue una bravata nacida de manera intempestiva, sino que nació del voto de una junta de guerra realizada días antes, inmediatamente después de conocerse la derrota de Tacna, según lo ha determinado el historiador Gerardo Vargas. La respuesta del 5 de junio fue solo la ratificación de un acuerdo sellado previamente por todos los jefes (a excepción del coronel Agustín Belaunde).